# Tibet secret
Tibet secret (en italien : Segreto Tibet) est un livre de Fosco Maraini préfacé par Bernard Berenson paru en 1952. Il est traduit en français par Juliette Bertrand et publié en 1954 par les éditions Arthaud.
L'ouvrage, orné de 68 héliogravures d’après les photographies de l’auteur, comporte un compte-rendu de ses voyages avec le tibétologue Giuseppe Tucci durant deux expéditions au Tibet, en 1937 et en 1948.